# Світсемалф 3
Світсемалф 3 (англ. Switsemalph 3) — індіанська резервація в Канаді, у провінції Британська Колумбія, у межах регіонального округу Коламбія-Шушвап.

## Населення
За даними перепису 2016 року, індіанська резервація нараховувала 71 особу, показавши скорочення на 21,1%, порівняно з 2011-м роком. Середня густина населення становила 13 осіб/км².
З офіційних мов обидвома одночасно не володів жоден з жителів, тільки англійською — 65. Усього 5 осіб вважали рідною мовою не одну з офіційних, з них усі — одну з корінних мов.
Працездатне населення становило 81,8% усього населення, рівень безробіття — 33,3%.

## Клімат
Середня річна температура становить 7,5°C, середня максимальна – 23,7°C, а середня мінімальна – -12,1°C. Середня річна кількість опадів – 601 мм.
| Клімат поселення                              | Клімат поселення | Клімат поселення | Клімат поселення | Клімат поселення | Клімат поселення | Клімат поселення | Клімат поселення | Клімат поселення | Клімат поселення | Клімат поселення | Клімат поселення | Клімат поселення | Клімат поселення |
| Показник                                      | Січ.             | Лют.             | Бер.             | Квіт.            | Трав.            | Черв.            | Лип.             | Серп.            | Вер.             | Жовт.            | Лист.            | Груд.            |                  |
| Середній максимум, °C                         | 1,94             | 5,20             | 10,27            | 15,33            | 19,95            | 23,70            | 22,62            | 22,35            | 17,06            | 10,80            | 4,52             | −0,7             |                  |
| Середня температура, °C                       | −5,09            | −1,85            | 3,25             | 8,28             | 12,91            | 16,65            | 19,23            | 18,98            | 13,70            | 7,42             | 1,14             | −4,08            |                  |
| Середній мінімум, °C                          | −12,13           | −8,89            | −3,81            | 1,25             | 5,87             | 9,60             | 15,85            | 15,59            | 10,32            | 4,05             | −2,24            | −7,45            |                  |
| Норма опадів, мм                              | 61               | 33               | 35               | 37               | 55               | 59               | 49               | 39               | 40               | 50               | 73               | 70               |                  |
| Середньомісячна швидкість вітру, м/с          | 1.72             | 1.70             | 1.92             | 2.12             | 2.02             | 1.98             | 1.91             | 1.81             | 1.67             | 1.71             | 1.91             | 1.90             |                  |
| Середньомісячна сонячна радіація, кДж/м²·день | 3169             | 6397             | 11273            | 16351            | 19993            | 21662            | 22778            | 19376            | 13663            | 7742             | 3601             | 2486             |                  |
| --------------------------------------------- | ---------------- | ---------------- | ---------------- | ---------------- | ---------------- | ---------------- | ---------------- | ---------------- | ---------------- | ---------------- | ---------------- | ---------------- | ---------------- |
| Джерело:                                      |                  |                  |                  |                  |                  |                  |                  |                  |                  |                  |                  |                  |                  |